# 6309 Elsschot
A 6309 Elsschot (ideiglenes jelöléssel 1990 EM3) a Naprendszer kisbolygóövében található aszteroida. Eric Walter Elst fedezte fel 1990. március 2-án.